# Ángel Núñez (militar)
Ángel Núñez (Entre Ríos, 1810 - Montevideo, 1844) fue un militar argentino que participó en las guerras civiles argentinas y en la Guerra Grande uruguaya.

## Sus inicios
Hijo de un pequeño comerciante, se enroló en 1826 como oficial en el regimiento de caballería del coronel Federico Brandsen, con el cual participó en la Guerra del Brasil, luchando en la batalla de Ituzaingó y en la de Camacuá. También participó en los últimos combates de la guerra, a órdenes del general Lavalleja.
Regresó a Buenos Aires a órdenes del general Juan Lavalle y lo secundó en la revolución del 1 de diciembre de 1828. Combatió en las batallas de Navarro y Puente de Márquez.
Tras la renuncia de Lavalle emigró al Uruguay, incorporándose a las milicias de campaña.

## En el ejército de Rivera
Participó en el alzamiento contra el presidente Manuel Oribe, protagonizado por Fructuoso Rivera, combatiendo en la batalla de Carpintería. Emigró al Brasil y regresó con Rivera en 1837, ya con el grado de coronel; dirigió dos ataques a la ciudad de Paysandú, defendida por Lavalleja y Garzón. Se incorporó al ejército de Rivera, a cuyas órdenes luchó en la batalla de Palmar.
Fue enviado a la provincia de Corrientes, en apoyo a la rebelión contra el régimen de Juan Manuel de Rosas, que dirigía el gobernador Genaro Berón de Astrada. Al frente de una división de 1.500 combatió en la batalla de Pago Largo; tras la derrota regresó al Uruguay.
Como jefe de una división del ejército de Rivera, derrotó a una partida entrerriana en el combate de Paso del Cuello, y dos meses después luchó en la batalla de Cagancha, en que fue responsable de una parte muy importante de la victoria. Ese mérito le valió el ascenso al grado de general.

## En Corrientes
Al año siguiente, sin autorización de Rivera, pasó con sus hombres a Entre Ríos, uniéndose al ejército de Lavalle en la batalla de Yeruá. Desde allí pasó a Corrientes y se incorporó al ejército correntino. Acompañó a Lavalle en su campaña a Entre Ríos, y este lo destacó en dirección a Concepción del Uruguay. Allí fue derrotado por Urquiza, y debió huir al Uruguay. Rivera lo hizo arrestar, y al poco tiempo lo expulsó de su país.
Se trasladó a Corrientes, donde se puso a órdenes del general José María Paz; este lo envió al frente de una división al este de Entre Ríos, pero fue rápidamente derrotado por Servando Gómez en María Grande, en junio de 1841.
Se retiró a Montevideo, y a fines de ese año volvió a Corrientes por el sur del Brasil. Fue acusado de haber asesinado en el camino a su amigo, el doctor Funes. Pero Paz lo libró de la acusación y lo incorporó a su ejército. Combatió en la batalla de Caaguazú como jefe de una división. Acompañó al ejército de Paz a Entre Ríos y fue el encargado de perseguir a Urquiza, aunque este logró huir hacia Buenos Aires, por el paso de El Tonelero.
Tanto Paz como Pedro Ferré le propusieron ser gobernador de la provincia de Entre Ríos, pero declinó el ofrecimiento. Los conflictos entre Ferré y Paz se agravaron desde ese momento y, mientras el correntino se retiraba con casi todo su ejército a su provincia, Paz se hizo elegir gobernador. Acosado por los federales, el “manco” decidió retirarse hacia el este de su provincia, acompañado por Núñez. Este lo abandonó poco más tarde, retirándose hacia Montevideo.

## El Sitio Grande
Cuando llegó la noticia de la derrota de Arroyo Grande a Montevideo, fue puesto al mando de una división de caballería para la defensa de la ciudad por el jefe de la misma, el general Paz. Poco después llegaba el presidente Rivera, que expulsó a Núñez de Montevideo; tras varios desencuentros entre Paz y Rivera, prevaleció el general argentino, pero Núñez se alejó de la ciudad.
Se incorporó al ejército de Oribe, que poco después iniciaba el largo sitio de Montevideo. Fue derrotado en tres encuentros, por Melchor Pacheco y Obes, y dos veces por Venancio Flores.
Fue nombrado jefe de la guarnición del Cerro de Montevideo. Una división de Rivera lo atacó en Cagancha, pero pudo derrotarla. No obstante, poco después moría en combate, en marzo de 1844, formando parte del sitio de Montevideo.